# クリスティアン・ゴットヒルフ・ザルツマン

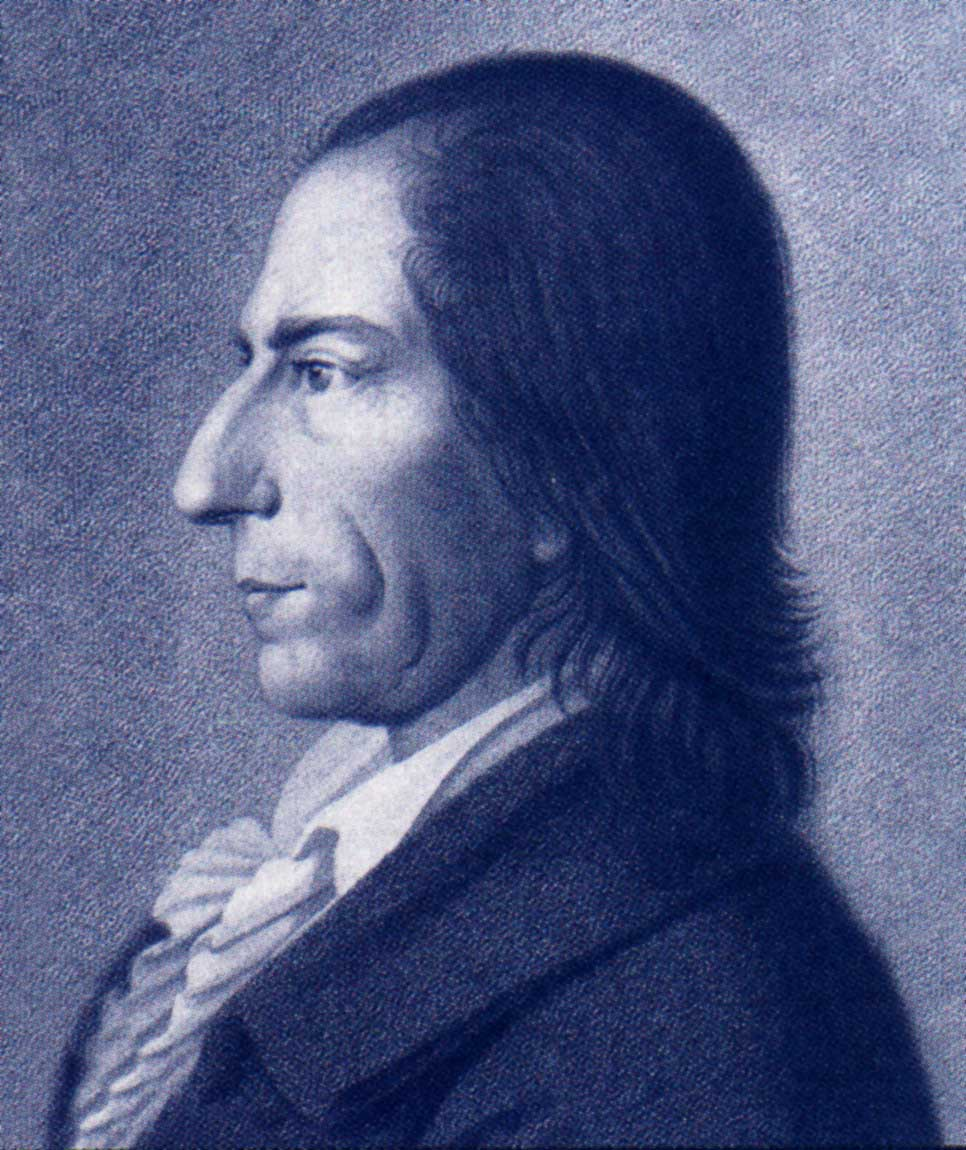
クリスティアン・ゴットヒルフ・ザルツマン

クリスティアン・ゴットヒルフ・ザルツマン（Christian Gotthilf Salzmann, 1744年6月1日 - 1811年10月31日）は、ドイツの福音派の牧師で教育学者。1784年、ゴータの近くにあるシュネプフェンタールという町に汎愛派の学校を創立した。この学校での実践は当時、ヨハン・ハインリヒ・ペスタロッチの学校と並ぶほどの影響力を教育界にもたらしたとされる。
ザルツマンはゼンメルダの生まれで、イェーナ大学で神学を学び、1768年に牧師となった。1781年-1784年ヨハン・ベルンハルト・バゼドウがデッサウに創立し、指導していた汎愛学院 (Philantropin) で学ぶ。1784年、シュネッペンタールに自身の学校を創立。彼のこの学校での協力者の一人が、ヨハン・クリストフ・グーツ・ムーツとヨハン・マトイス・ベヒシュタイン (Johann Matthäus Bechstein) だった。
1780年に刊行した『蟹の小さな本』で、彼は、しばしば矛盾したようにも思えた当時の教育スタイルを皮肉をこめて批判した。ジャン＝ジャック・ルソーの『エミール』とよく似た手法を使い小説の形を借りて教育論のイメージを描いた『コンラート・キーファー』で、彼はドイツのルソーとして知られるようになる。

## 主要な著作
- Ameisenbüchlein, oder Anweisung zu einer vernünftigen Erziehung der Erzieher （蟻の小さな本）
- Krebsbüchlein, oder Anweisung zu einer unvernünftigen Erziehung der Kinder （蟹の小さな本）
  - 村井実『かにの本　子どもを悪くする手引き』あすなろ書房
- Conrad Kiefer oder Anweisung zu einer vernünftigen Erziehung der Kinder. Ein Buch fürs Volk （コンラート・キーファー）